# Leyh (Nürnberg)
Leyh ([laɪ̯] ) ist seit 1899 Stadtteil der kreisfreien Stadt Nürnberg und bildet dort den Distrikt 634 des Bezirks Höfen in der Westlichen Außenstadt Nürnbergs.

## Geografie
Leyh liegt an der Stadtgrenze zu Fürth und ist durch den Frankenschnellweg an den Verkehr angebunden. Das von Industriebetrieben umgebene Leyh liegt zwischen den Nachbarstadtteilen Doos im Norden, Muggenhof im Nordosten, Eberhardshof im Osten, Gaismannshof im Südosten und Höfen im Süden.

## Geschichte
Leyh wurde im 15. Jahrhundert erstmals schriftlich erwähnt. Für den Namen des Ortes (zum Lay, vom Ley, Layh usw.) existieren mehrere Deutungen. Diese leiten die Ortsbezeichnung entweder von Sumpf, Wäldchen oder Fels her.
Gegen Ende des 18. Jahrhunderts gab es in Leyh 8 Anwesen. Das Hochgericht übte das brandenburg-ansbachische Oberamt Cadolzburg aus, was aber von der Reichsstadt Nürnberg bestritten wurde. Grundherren waren die Deutschordenskommende Nürnberg (1 Wirtshaus) und die Nürnberger Eigenherren von Behaim (1 Halbhof), von Ebner (2 Halbhöfe) und von Löffelholz (4 Halbhöfe). Die Dorf- und Gemeindeherrschaft übten die Grundherren gemeinsam aus. 1800 gab es im Ort 7 Anwesen.
Von 1797 bis 1808 unterstand der Ort dem Justiz- und Kammeramt Cadolzburg. Im Rahmen des Gemeindeedikts wurde Leyh dem 1808 gebildeten Steuerdistrikt Höfen und der im selben Jahr gegründeten Ruralgemeinde Höfen zugeordnet. In der freiwilligen Gerichtsbarkeit unterstanden 4 Anwesen von 1825 bis 1835 dem Patrimonialgericht (PG) Gibitzenhof, 1 Anwesen von 1823 bis 1835 dem PG Leyh und 2 Anwesen von 1822 bis 1836 dem PG Weikershof.
Leyh wurde im Jahr 1899 in die Stadt Nürnberg eingegliedert.

### Baudenkmäler
- Höfener Straße 81: Ehemalige Restauration von Johann Eberlein
- Rauhäckerstraße 7: Wohnhaus
- Sigmundstraße 80: Evangelisch-lutherische Erlöserkirche

### Einwohnerentwicklung
| Jahr      | 001818 | 001840 | 001861 | 001871 | 001885 | 001900 |
| Einwohner | 64     | 69     | 67     | 80     | 237    | 301    |
| Häuser    | 11     | 11     |        |        | 25     | 38     |
| Quelle    | [ 8 ]  | [ 9 ]  | [ 10 ] | [ 11 ] | [ 12 ] | [ 13 ] |

## Religion
Der Ort ist seit der Reformation evangelisch-lutherisch geprägt und war ursprünglich nach St. Michael (Fürth) gepfarrt, aktuell ist die Pfarrei Erlöserkirche (Leyh) zuständig. Die Einwohner römisch-katholischer Konfession sind nach St. Andreas (Leyh) gepfarrt.